# Terpsichore reclinata
Terpsichore reclinata là một loài thực vật có mạch trong họ Polypodiaceae. Loài này được (Brack.) Labiak mô tả khoa học đầu tiên năm 2000.